# Seymour Island, Nunavut
Seymour Island är en ö i Kanada.   Den ligger i territoriet Nunavut, i den norra delen av landet, 3 700 km nordväst om huvudstaden Ottawa. Arean är 1,7 kvadratkilometer.